# Mannar (Insel)
Die Insel Mannar (Tamil: மன்னார் தீவு maṉṉār tīvu, engl. Mannar Island) ist eine Insel im Distrikt Mannar von Sri Lanka. Die Insel ist über einen Damm mit dem Rest von Sri Lanka verbunden. Sie ist etwa 130 km² groß und zum Großteil mit Pflanzen und Sand bedeckt. Die Adamsbrücke ist eine ca. 30 Kilometer lange Kette von Sandbänken, Korallenriffen und Inseln zwischen Indien und Sri Lanka. Sie verläuft von der Insel Pamban, die der Südostküste des indischen Bundesstaates Tamil Nadu vorgelagert ist, und endet in Talaimannar auf der Insel Mannar. Es wird vermutet, dass die Brücke einmal eine Landbrücke zwischen Indien und Sri Lanka war.
Zwischen 1914 und 1964 gab es eine Eisenbahn- und Fährverbindung von Indien über Dhanushkodi und Talaimannar nach Colombo, jedoch wurde diese Verbindung nach den verheerenden Schäden, die durch einen Zyklon im Jahr 1964 verursacht wurden, nicht wieder instand gesetzt.
Da die Insel trocken und unfruchtbar ist, ist die Fischerei wirtschaftlich wichtig.
Die Division Mannar Town des Distrikts Mannar, die außer der Insel auch einen Teil des gegenüberliegenden Festlands umfasst, hatte 2011 eine Bevölkerung von 47.576 Menschen. Davon wohnen die meisten in den Städten Mannar und Erukkulampiddi an der Ostküste und Pesalai an der Nordküste, die alle durch die Straße A14 verbunden sind, welche über die Brücke zum Festland Sri Lankas führt.

## Einzelnachweise

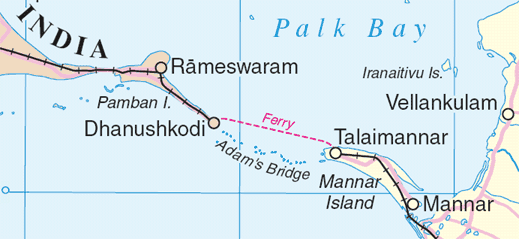
Mannar Island und die angrenzende Adamsbrücke